# Stema județului Bacău
Stema județului Bacău este reprezentată de un scut triunghiular cu marginile rotunjite, care cuprinde un munte de sare despicat în două culori. În partea stângă se află un soare stilizat, pe fond argintiu iar în partea dreaptă, pe fond roșu, se află o semilună argintie.
Semnificație elementelor însumate:
- Cei doi aștri semnifică fertilitatea solului și credința în biruință.
- Muntele de sare evocă activitatea de extragere a sare, fiind cel mai vechi element heraldic pentru ținutul și județul Bacău. În decursul istoriei, județul Bacău a asigurat necesarul de sare pentru consumul intern al Principatului Moldovei, mari cantități din aceasta fiind și exportate.[1]

## Variante vechi ale stemei
Stema actuală a fost aprobată de consilierii județeni în martie 2008 și de către Guvernul României pe 20 august 2008 și în vigoare din data de 27 august al aceluiași an.
Stema din perioada RSR a fost adoptată prin decretul Decretul 302/1972 și consta în:
- Scut împărțit în trei cartiere, prin linii în formă de Y răsturnat; în cartierul din stânga, în câmp roșu, o sondă neagră pe care se suprapune conturul auriu al unei retorte; în cartierul din dreapta, în câmp auriu, un turn de termocentrală în negru flancat de un spic de grâu, în roșu și negru și o jumătate de roată dințată roșie; în cartierul inferior, în câmp albastru, un munte de sare argintiu, având la bază frunze de stejar verzi.[4]
- În partea centrală a stemei este așezat un scut mai mic având stema Republicii Socialiste România, pe un fond format în partea stângă de steagul partidului, iar în dreapta de steagul țării.[4]
- Denumirea județului este înscrisă cu litere de aur pe o eșarfă roșie, în afara scutului și anume la baza acestuia.[4]

În timpul dictaturii carliste, după reforma administrativă din 1938, județul, fără personalitate juridică, a făcut parte din ținutul Prut.

În perioada antebelică stema județului consta în stânci cu brădet.

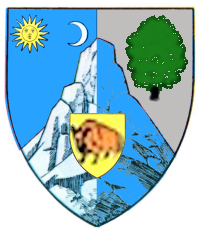
Stema până la 27 august 2008
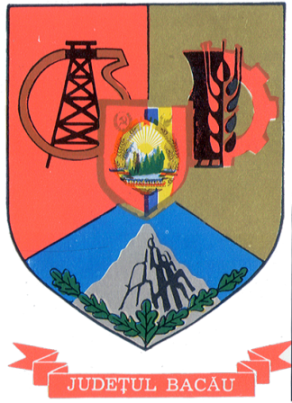
Stema în perioada comunistă
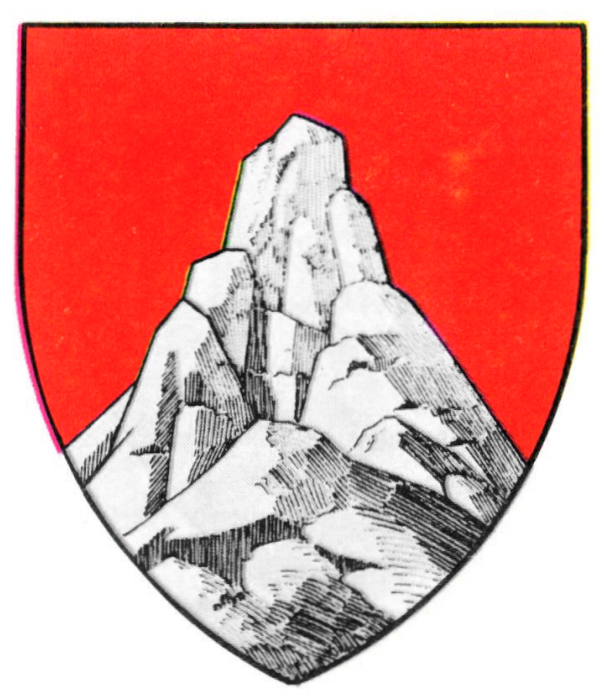
Stema în perioda interbelică
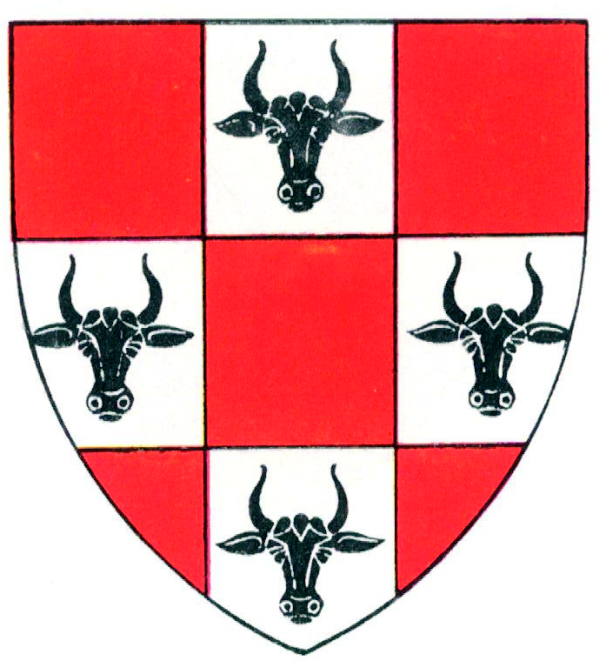
Stema ținutului Prut, formă administrativă sub care județul Bacău și-a pierdut personalitatea juridică între anii 1938-1940
Stema înainte de Primul Război Mondial